# Hitsville U.S.A.
Hitsville U.S.A. est le surnom du premier siège du label discographique Motown. Situé au 2648 West Grand Boulevard à Détroit dans le Michigan, cet ancien studio de photographie a été acheté par Berry Gordy en 1959.
Transformé en locaux administratif et en studio d'enregistrement, il était ouvert 22 heures par jour avec une fermeture de 8 à 10 h pour la maintenance. Après le succès traditionnel dans les années 1960 et début des années 1970, Gordy déménagea le label à Los Angeles et pour y créer le Hitsville West studio.
Hitsville U.S.A. est depuis 1985 un musée consacré à la Motown.